# Partit Constitucional Democràtic Rus
Partit Constitucional Democràtic Rus (KD) en rus Konstitutsionno-demokratítxeskaia partia, el qual es proposava la transformació de l'imperi en un règim parlamentari constitucional. El partit fou creat el 1904 i Pàvel Miliukov, el seu dirigent més rellevant, fou ministre d'afers estrangers el 1917 en el govern provisional encapçalat per Aleksandr Kérenski, però el partit es retirà aquell mateix any de la coalició i desaparegué dissolt amb la presa del poder dels bolxevics.

## Destacats membres del partit
- Nikolai Gredeskul
- Aleksandr Aleksàndrovitx Kornílov
- Solomon Krim
- Gueorgui Lvov
- Vassil Maklakov
- Pàvel Miliukov
- Vladímir Dmítrievitx Nabokov
- Nikolai Vissariónovitx Nekràssov
- Serguei Fiodorovitx Oldenburg
- Sófia Panina
- Piotr Struve
- Ariadna Tirkova-Williams
- Vladímir Vernadski
- Maksim Vinàver

## Resultats electorals
| Duma estatal  |                     |                     |                      |     |                |
| Any electoral | # del total de vots | % del total de vots | # dels escons totals | +/– | Líder          |
| 1906          | desconegut (#1)     | desconegut          | 179 / 478            | -   | Pàvel Miliukov |
| Gen 1907      | desconegut (#2)     | desconegut          | 98 / 518             | 63  | Pàvel Miliukov |
| Oct 1907      | desconegut (#3)     | desconegut          | 53 / 442             | 45  | Pàvel Miliukov |
| 1912          | desconegut (#4)     | desconegut          | 59 / 442             | 5   | Pàvel Miliukov |
| 1917          | 2,000,000 (#3)      | 4.8                 | 17 / 703             | 42  | Pàvel Miliukov |